# 지방도 제840호선
지방도 제840호선은 전라남도 광양시 광양읍 우시장사거리에서 곡성군 입면 창정사거리를 잇는 전라남도의 지방도이다.
1985년에는 노선명이 '선평 ~ 금호선'이라 하여 승주군 서면과 광양군 골약면을 잇는 지방도 노선이었다. 1995년 12월 8일 기존 노선을 폐지하고 광양군 광양읍 ~ 곡성군 죽곡면 구간으로 하여 '광양 ~ 죽곡선'으로 다시 지정했고, 2003년 3월 27일 곡성군 죽곡면 ~ 입면 구간을 연장해 '광양 ~ 입면선'이 되었다.  

## 연혁
- 1985년 12월 23일 : 기점을 '승주군 서면 영진리', 종점을 '광양군 골약면 금호리'로 명시하고 도로개량이 완료된 승주군 서면 선평리 ~ 구상리 2.3km 구간과 광양군 광양읍 칠성리 600m 구간, 광양군 골약면 성황리 9.599km 구간 도로예정지 해제[1]
- 1987년 1월 22일 : 광양군 광양읍 칠성리 600m 구간과 광양군 골약면 성황리 9.599km 구간 도로예정지 해제[2]
- 1988년 1월 4일 : 광양군 봉강면 석사리 ~ 광양읍 칠성리 1.26km 구간 도로예정지 해제[3]
- 1988년 9월 27일 : 1988년 12월까지 도로 확포장 공사를 위해 광양군 봉강면 석사리 640m 구간 도로구역 결정[4]
- 1990년 4월 16일 : 1991년 2월까지 선평 ~ 광양간 도로(승주군 서면 압곡리 ~ 구상리) 2.92km 구간 확포장공사 계획을 공고[5]
- 1991년 1월 10일 : 승주군 서면 압곡리 ~ 구상리 2.92km 구간 도로예정지 해제[6]
- 1991년 4월 12일 : 1992년 2월까지 진도 ~ 돈지간 도로(진도군 진도읍 남동리 ~ 의신면 돈지리) 7.56km 구간 확포장공사 계획을 공고[7]
- 1992년 1월 27일 : 승주군 서면 구상리, 광양군 봉강면 석사리 총 1.98km 구간 도로예정지 해제[8]
- 1992년 8월 26일 : 1993년 12월까지 남해고속도로 확장공사로 인한 도로 이설을 위해 승주군 서면 압곡리 ~ 구상리 19.076km 구간 도로구역 변경[9]
- 1994년 6월 13일 : 1995년 8월까지 서천교(광양군 광양읍 석사리 ~ 구산리) 개축공사를 위해 479m 구간 도로구역 변경[10]
- 1994년 12월 12일 : 1995년 10월까지 서면 도로(승주군 서면 지본리 ~ 압곡리) 이설공사를 위해 635m 구간 도로구역 변경[11]
- 1995년 12월 8일 : 기존 노선을 폐지하고 기점을 '광양군 광양읍 목성리', 종점을 '곡성군 죽곡면 남양리'로 하여 58.5km 구간을 지방도 제840호선 '광양 ~ 죽곡선'으로 새로 지정[12]
- 1996년 5월 6일 : 1996년 12월까지 석사 위험도로(광양시 봉강면 석사리) 700m 구간을 640m로 도로구역 변경[13]
- 1996년 12월 9일 : 1997년 12월까지 서면 ~ 황전간 도로(순천시 서면 청소리) 확포장공사를 위해 600m 구간 도로구역 변경[14]
- 1997년 8월 20일 : 1998년 10월까지 월등 ~ 원달간 도로(순천시 월등면 대평리 ~ 곡성군 죽곡면 원달리) 확포장공사를 위해 1.96km 구간 도로구역 변경[15]
- 1999년 1월 20일 : 2000년까지 청소 ~ 회룡간 도로(순천시 서면 청소리) 확포장공사를 위해 1.0km 구간 도로구역 변경[16]
- 1999년 3월 20일 : 1999년 11월까지 괴목지구(순천시 황전면 괴목리 ~ 수평리) 개량공사를 위해 270m 구간 도로구역 변경[17]
- 2001년 3월 27일 : 2005년 12월까지 회룡 ~ 덕림간 도로(순천시 황전면 덕림리) 확포장공사를 위해 2.7km 구간 도로구역 변경[18]
- 2002년 9월 19일 : 2003년 5월까지 서천교 및 접속도로(광양시 광양읍 구산리 ~ 봉강면 석사리) 확포장공사를 위해 220m 구간 도로구역 변경[19]
- 2003년 3월 27일 : 종점을 곡성군 죽곡면 남양리에서 '곡성군 입면 창정리'로 연장함. 이에 따라 노선명을 '광양 ~ 죽곡선'에서 '광양 ~ 입면선'으로 변경하고 총 연장 99.5km가 됨.[20]
- 2008년 11월 5일 : 2011년 12월까지 회룡 ~ 덕림간 도로(순천시 황전면 덕림리) 확포장공사를 위해 2.75km 구간 도로구역 변경[21]
- 2012년 4월 27일 : 2013년 5월까지 순천 판교지구(순천시 서면 판교리) 개량공사를 위해 250m 구간 도로구역 변경[22]
- 2013년 2월 1일 : 회룡 ~ 덕림간 도로(순천시 황전면 덕림리 ~ 회룡리) 2.6km 구간 개통[23]
- 2013년 7월 19일 : 2014년 12월까지 순천 판교지구(순천시 서면 판교리) 개량공사를 위해 250m 구간 도로구역 변경[24], 2015년 12월까지 곡성 제월지구(곡성군 입면 제월리) 개량공사를 위해 780m 구간 도로구역 변경[25]
- 2014년 10월 23일 : 곡성군 곡성읍 읍내리 ~ 오곡면 오지리 1.5km 구간 개통[26]
- 2015년 9월 3일 : 2020년 9월까지 광양 ~ 봉강간 도로(광양시 봉강면 석사리) 확포장공사를 위해 1.0km 구간 도로구역 변경[27]
- 2015년 11월 26일 : 2017년 10월까지 곡성 건모지구(곡성군 죽곡면 원달리) 개량공사를 위해 770m 구간 도로구역 변경[28]
- 2015년 12월 10일 : 2016년 이후 죽청교(순천시 황전면 죽청리) 개축공사를 위해 392m 구간 도로구역 변경, 2016년 이후 태평1교(곡성군 죽곡면 태평리) 개축공사를 위해 274m 구간 도로구역 변경[29]
- 2016년 9월 1일 : 2018년 9월까지 곡성 죽곡지구(곡성군 죽곡면 태평리) 개량공사를 위해 380m 구간 도로구역 변경[30]

## 주요 경유지
- 광양시
  - 광양읍 우시장사거리 - 시계탑사거리 - 여고앞사거리 - 서천교
  - 봉강면 서천교 - 광양공설운동장 - 광양고등학교 - 석사리 - 구계교

- 순천시
  - 서면 구계교 - 구상리 - 압곡육교 - 압곡리 - 공단사거리 - 지본삼거리 - 지본리 - 판교리 - 판교보건진료소 - 청소리 - 심원 교차로 - 황전터널(약 800m)
  - 황전면 황전터널(약 800m) - 황전 교차로 - 회덕보건진료소 - 황전초등학교 회덕분교 - 회룡리 - 평촌리 - 괴목역삼거리 - 괴목사거리 - 괴목삼거리
  - 월등면 농선리 - 대평리 - 월등면 행정복지센터 - 월등면 행정복지센터앞 교차로 - 원달재

- 곡성군
  - 죽곡면 원달재 - 원달리 - 죽곡면원달리 교차로 - 동계리 - 죽곡면유봉리 교차로 - 태안사삼거리 - 와룡체육공원 - 태평삼거리 - 죽곡면삼거리 - 죽곡초등학교 - 화양리 - 봉정리 - 신풍리 - 신풍저수지 - 구성재
  - 오곡면 구성재 - 쌍구저수지 - 구성리 - 구성저수지 - 미산리 - 덕산리 - 오지리 - 오지삼거리 - 금천교 - 오곡면 행정복지센터 - 섬진강기차마을 - 묘천교
  - 곡성읍 묘천교 - 기차마을사거리 - 경찰서사거리 - 신기 교차로 - 장선 교차로 - 신기리 - 청계동교 남단
  - 입면 제월리 - 서봉리 - 매월삼거리 - 창정리 - 창정사거리

## 도로명
- 광양시 광양읍 우시장사거리 ~ 순천시 서면 공단사거리 : 매천로
- 순천시 서면 공단사거리 ~ 지본삼거리 : 백강로
- 순천시 서면 지본삼거리 ~ 심원 교차로 : 청소길
- 순천시 서면 심원 교차로 ~ 황전면 황전 교차로 : 황현로
- 순천시 황전면 황전 교차로 ~ 회룡리 : 삽재팔동길
- 순천시 황전면 회룡리 ~ 괴목역삼거리 : 건구칠동로
- 순천시 황전면 괴목역삼거리 ~ 괴목사거리 : 순천로
- 순천시 황전면 괴목사거리 ~ 괴목삼거리 : 괴목길
- 순천시 황전면 괴목삼거리 ~ 월등면 월등면 행정복지센터 앞 교차로 : 월등로
- 순천시 월등면 월등면 행정복지센터 교차로 ~ 곡성군 죽곡면 태안사삼거리 : 태안로
- 곡성군 죽곡면 태안사삼거리 ~ 태평삼거리 : 대황강로
- 곡성군 죽곡면 태평삼거리 ~ 오곡면 오지삼거리 : 오죽로
- 곡성군 오곡면 오지삼거리 ~ 곡성읍 기차마을사거리 : 기차마을로
- 곡성군 곡성읍 기차마을사거리 ~ 신기 교차로 : 낙동원로
- 곡성군 곡성읍 신기 교차로 ~ 장선 교차로 : 섬진강로
- 곡성군 곡성읍 장선 교차로 ~ 입면 매월삼거리 : 청계동로
- 곡성군 입면 매월삼거리 ~ 창정사거리 : 입면로

## 중복 구간
- 광양시 광양읍 우시장사거리 ~ 여고앞사거리 : 지방도 제865호선과 중복
- 순천시 서면 공단사거리 ~ 지본삼거리 : 국도 제17호선과 중복
- 순천시 서면 심원 교차로 ~ 황전면 황전 교차로 : 지방도 제865호선과 중복
- 순천시 황전면 괴목역삼거리 ~ 괴목사거리 : 국도 제17호선과 중복
- 곡성군 죽곡면 태안사삼거리 ~ 태평삼거리 : 국도 제18호선과 중복
- 곡성군 곡성읍 신기 교차로 ~ 장선 교차로 : 국도 제17호선과 중복